# Fola Evans-Akingbola
Fola Evans-Akingbola (Londra, 1995) è un'attrice e modella inglese.

## Biografia
Nata in Inghilterra, suo zio è l'attore Jimmy Akingbola.

## Carriera
Dal 2018 è tra le protagoniste della serie televisiva Siren. A partire dal 2023, è nel cast principale di The Night Agent.

## Filmografia

### Cinema
- Upgraded - Amore, arte e bugie (Upgraded), regia di Carlson Young (2024)
- Back in Action, regia di Seth Gordon (2025)

### Televisione
- Delitti in Paradiso (Death in Paradise) - serie TV, 4 episodi (2016)
- Il trono di spade (Game of Thrones) - serie TV, 2 episodi (2016)
- Siren - serie TV, 36 episodi (2018-2020)
- Black Mirror - serie TV, episodio 5x01 (2019)
- Trying - serie TV, 5 episodi (2021)
- The Night Agent - serie TV, 11 episodi (2023-2025)

## Doppiatrici italiane
Nelle versioni in italiano nelle opere in cui ha recitato, Fola Evans-Akingbola è stata doppiata da:
- Benedetta Degli Innocenti Siren, Trying, The Night Agent
- Tiziana Martello in Black Mirror
- Erica Necci in Upgraded - Amore, arte e bugie
- Gaia Bolognesi in Back in Action